# César Méléra
César Méléra, né le 14 juillet 1884 à Athies-sous-Laon dans l'Aisne et mort pour la France à Champenoux dans le département de la Meurthe-et-Moselle le 25 octobre 1918, est un officier de marine et écrivain français du XXe siècle. Son nom est inscrit au Panthéon parmi les 560 écrivains morts au combat pendant la Première Guerre mondiale.

## Biographie
Timothée César Méléra, né le 14 juillet 1884 à Athies-sous-Laon, est le fils de Timothé Méléra (1849-1900), confiseur et de Joséphine Athanaïse  Nottellet (1859-). 
Après avoir commencé ses études au lycée de Laon, il est élève au lycée Saint-Louis à Paris. À 19 ans, attiré par la mer, il s'embarque comme pilotin sur un voilier à destination de la Martinique. Il est ensuite lieutenant sur le trois-mâts La Cannebière et fait le tour du monde en 18 mois, passant par la Terre de Feu, le Japon, la Nouvelle-Calédonie et le Cap de Bonne-Espérance.
Il épouse Yerta Marguerite Juillerat (1880-1965), journaliste, traductrice et écrivain, le 10 septembre 1906 à Tramelan, en Suisse.
Ses voyages en Algérie, à Tunis et à l'intérieure de la Tripolitaine l'amènent à se plonger dans l'étude de l'Islam. Il suit des cours à l'École des langues orientales et est élève à l'École pratique des hautes études de 1911 à 1913. 
Lorsque la Première Guerre mondiale éclate, il est affecté dans la réserve de la marine et affecté à un poste de TSF pour écouter les conversations sur les ondes grâce à sa connaissance des langues. En février 1915, il passe au 1er régiment d'infanterie coloniale où il est nommé caporal en août puis sergent en septembre 1915. En novembre, il passe au régiment d'infanterie coloniale du Maroc où il est chef de section. Après avoir été au front à Nieuport et dans la Somme, son régiment est envoyé à Verdun où il est blessé par balle à la poitrine en août 1916 à Fleury-devant-Douaumont ce qui lui vaut une citation : « Très bon sous-officier. A entraîné brillamment sa section à l'assaut d'une position ennemie le 17-8-1916 au cours duquel il a été grièvement blessé ». 
À la fin de 1917, après un an de convalescence, il est renvoyé au Chemin des Dames. Nommé sous-lieutenant à la compagnie de mitrailleuses du 12e bataillon de chasseurs malgaches le 29 septembre 1918, César Méléra est tué le 25 octobre 1918 au lieu-dit Le Four à-Chaux près de Champenoux,.  
La citation qui accompagne sa distinction dans l'ordre de la Légion d'honneur en précise les circonstances : « Belle figure de soldat, d'un courage et d'un dévouement hors pair, d'un moral des plus élevés, esclave de son devoir. Tombé glorieusement, le 25 octobre 1918, au cours d'une reconnaissance effectuée en première ligne sur la Seille. Deux citations et une blessure antérieure. Croix de guerre avec palme ». 
Inhumé au cimetière militaire de Laneuvelotte, il est transféré au cimetière communal, dans une tombe où l'a rejoint son épouse en 1965.

## Œuvres principales
- Verdun (mai-juin 1916) ; La Montagne de Reims (avril 1918), 1925

René Quinton dit que « ces notes sans apprêt devront figurer parmi les documents de l'histoire véritable, qui tôt ou tard remplacera la fausse » et Daniel Halévy trouve que « rien n'a été dit sur les combats de l'infanterie de plus terrible ni plus éclatant de vérité ».

## Distinctions
- Chevalier de la Légion d'honneur, à titre posthume, décret du 31 mars 1920 publié au Journal officiel du 18 juin 1920[13]
- Croix de guerre 1914–1918, palme de bronze

## Hommages
- Le nom de César Méléra est inscrit au Panthéon dans la liste des 560 écrivains morts pour la France[14].
- Son nom figure sur le monument aux morts d'Athies-sous-Laon et sur le monument aux Parisiens morts pendant la Première Guerre.